# Toren Badhotel
De Toren van het Badhotel is een gemeentelijk monument aan de Julianalaan in het Prins Hendrikpark in Baarn in de provincie Utrecht.
De toren van het voormalige Baarnsche sanatorium is ontworpen door architect H.G. Berlage. Bij de bouw van het Badhotel zaten aan de toren twee vleugels. Het Badhotel is in 1983 ingrijpend verbouwd, alleen de toren bleef in vereenvoudigde vorm, bestaan.